# Tawangrejo (Kunduran)
Tawangrejo is een bestuurslaag in het regentschap Blora van de provincie Midden-Java, Indonesië. Tawangrejo telt 2869 inwoners (volkstelling 2010).